# 大泊郡
大泊郡（日语：／ Ōtomari gun */?）是日本統治下的樺太廳的一個已不存在的郡。
轄有以下1町6村。
- 大泊町
- 千歲村
- 深海村
- 長濱村
- 遠淵村
- 富内村
- 知床村

在法律上于1949年6月1日国家行政組織法施行后廢除。